# Kill City Dragons
I Kill City Dragons sono una sleaze glam band formata nel 1989 a Londra, Inghilterra.

## Storia
La band venne formata nel 1989 a Londra dal chitarrista statunitense Steve Von Saint (ex Stiv Bators), Billy G. Bang! alla voce, l'ex batterista dei The Lords of the New Church Danny Fury e l'ex bassista dei Sham 69 e The Lords of the New Church Dave Tregunna.
Debuttano con l'EP Let 'Em Eat Cake! nello stesso 1989 per la Wideboy Records, mentre nel 1990 pubblicano il debut omonimo Kill City Dragons prodotto da Mark Dearnley. L'album conteneva la traccia "Devil Calling" scritta da Dave Tregunna e Jan Stenfors, ovvero Nasty Suicide (ex Hanoi Rocks) e la cover dei Boyce & Hart "Stepping Stone". Nell'ottobre dello stesso anno, il loro brano "Devil Calling" venne inserito in un CD allegato al giornale Kerrang! chiamato "Sexy Flexi Sex 4" nel quale venne inserito anche il brano "Day By Day" degli Harlow, gruppo dove all'epoca militava Tommy Thayer ex-Black 'N Blue e oggi nei Kiss.
Nonostante le grezze sonorità e la loro immagine provocante, la band non riuscì a raggiungere il successo. Billy e Dave quindi raggiunsero poco dopo il chitarrista Andy McCoy (Hanoi Rocks, Suicide Twins, Cheery Bombz) per formare la band Shooting Gallery con il batterista Paul Garisto (Iggy Pop, Psychedelic Furs), mentre Jo Almeida (dei Dogs D'Amour) li raggiungerà poco dopo. I Kill City Dragons quindi dovettero sostituire i due con il cantante Johnny Stevenson, ed il bassista Mark 'Stinky' Anthony, ma la formazione ebbe breve durata e il gruppo si sciolse definitivamente nel 1992.
Nel 1993 Danny Fury entrò nei Vain. Nello stesso anno Tregunna raggiunse la band giapponese Slumlords con l'ex chitarrista dei Cats in Boots Takashi O'Hashi, il cantante Billy Dragon ed il batterista Paul Garisto (ex Iggy Pop). Steve Von Saint più tardi si riunì con Dave Tregunna nei The Endorfiends.
Tregunna creò la band Dog Kennell Hill nei fine anni 90 con l'ex-chitarrista dei The Quireboys Guy Bailey pubblicando l'album Sweethearts Of The Rodeo.

## Membri

### Ultima Formazione
- Johnny Stevenson - Voce
- Mark 'Stinky' Anthony - Basso
- Steve Von Saint - Chitarra
- Danny Fury - Batteria

### Ex componenti
- Billy G. Bang! - Voce
- Dave Tregunna - Basso, Voce

## Discografia

### Album
- Kill City Dragons (1990)

### EP
- Let 'Em Eat Cake! (1989)